# Jungfraupark

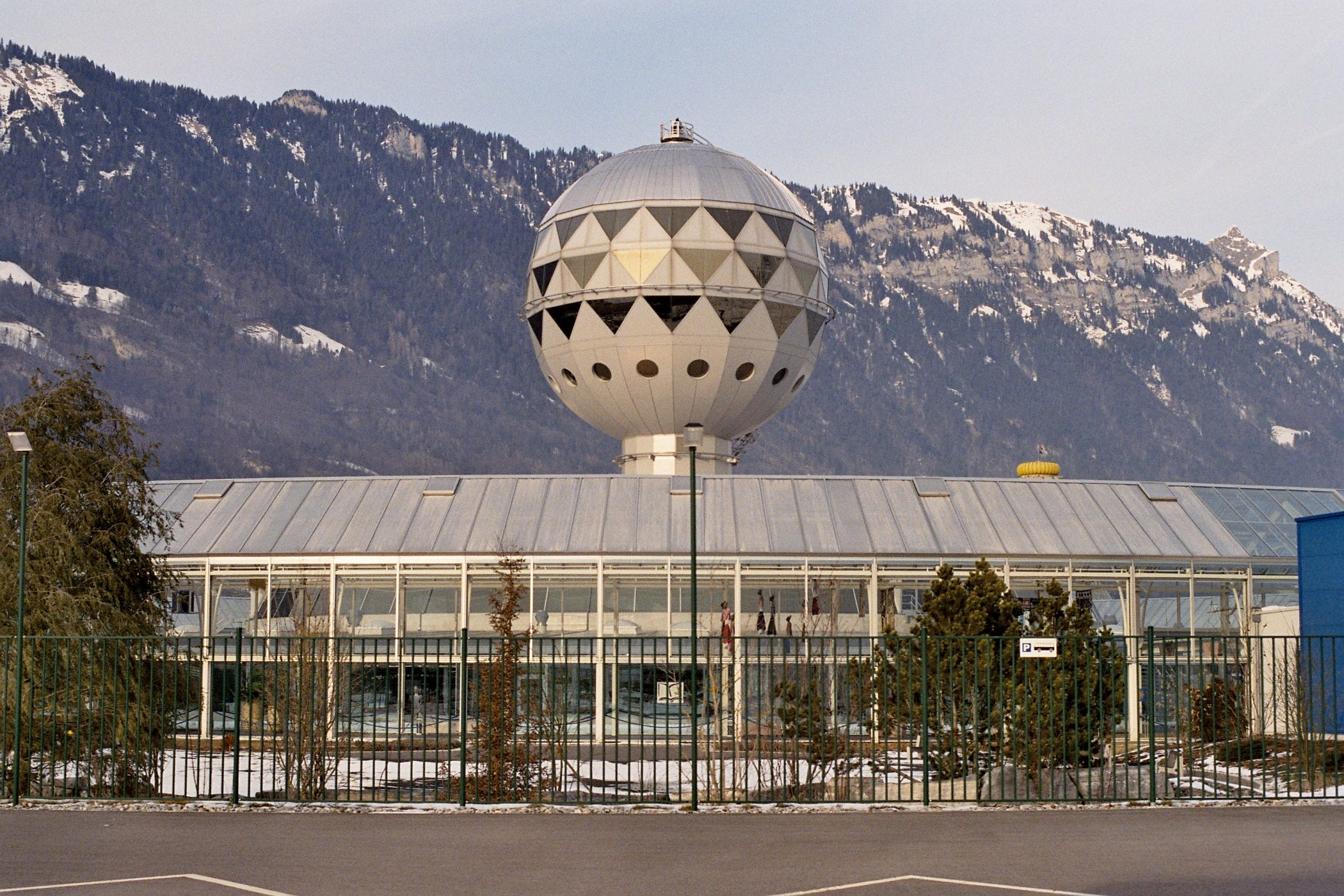
Mystery Park

Logo Jungfraupark

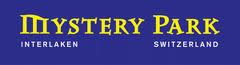
Logo Mystery Park

Der JungfrauPark (zuvor bis Ende 2009: Mystery Park) war ein privatwirtschaftlich betriebener Freizeitpark in Interlaken (Schweiz). Im JungfrauPark wird das Kinderparadies MYSTY LAND und die VIRTUAL ARENA betrieben. Die Shows und Ausstellungen "Mystery World" über Welträtsel sind aktuell geschlossen. Die Lokalitäten im JungfrauPark werden zuletzt als Eventlocation genutzt. 2025 erfolgte der Verkauf. Der alte Park soll unter dem Namen Etherlaken zu einem Zukunftscampus werden.
Initiator des Mystery Parks war Erich von Däniken.

## Struktur
Am 24. Mai 2003 wurde der Park unter dem Namen «Mystery Park» auf dem Gelände des ehemaligen Militärflugplatzes Interlaken eröffnet. Im November 2006 wurde er wegen finanzieller Probleme geschlossen. Er wurde konkursamtlich verwertet und Ende 2007 an eine Gruppe um den ursprünglichen Mitinitianten Oskar Schärz verkauft. Im Sommer 2009 wurde der Park versuchsweise wieder geöffnet und ab Sommer 2010 unter dem Namen «JungfrauPark» weitergeführt. Der Name bezieht sich auf einen bekannten Berg in der Nähe, die Jungfrau.
Der Park verfügte über sieben Themenpavillons, in denen rund 12 Minuten lange multimediale Inszenierungen gezeigt wurden.
1. «Vimana – Space Shuttles des antiken Indien?» Über die Ähnlichkeit von alten indischen Kultobjekten mit heutigen Raum- und Luftfahrzeugen sowie Hinweisen in den altindischen Texten.
2. «Orient – Pyramiden ohne Bauplan?»
3. «Maya – Ein Volk von genialen Astronomen? Über den Maya-Kalender, welcher im Jahr 2012 endet – was wird passieren?»
4. «MegaStones – Stonehenge, eine Zeitmaschine der Hohepriester?»
5. «Contact – Kulturschock oder Inspiration?»
6. «Nazca – Piktogramme für Götter?»
7. «Challenge – Sind wir allein im Universum?»

Daneben gab es 
- Magical Oberland: Film über das Berner Oberland in HD im Bird’s View Kino (Front- und Bodenprojektion) im Nazca-Gebäude
- Zoo mit Lamas und Kamelen
- Pyramid-View: Virtueller Lift auf die Spitze der Cheops-Pyramide, auf der man das Panorama von Kairo geniessen kann
- Goldwasch-Eldorado: Hier kann man real Gold waschen
- Grösste Meteoritenausstellung der Schweiz

Zeitweilig gab es 2020 Urban Golf und Eisstockschiessen. Kurz nach der Ankündigung wurde der Park wegen Corona geschlossen. Auch die Aufnahme der Saison 2021 fiel ins Wasser.
Nebst den Themengebäuden gibt es folgende Attraktionen:
- Flugzeugsimulatoren (Fun Shuttles)
- Unterseebootsimulatoren, mit denen man die Unterwasserrätsel dieser Welt erkunden kann
- Virtual Arena ab 2021[7]

Das Symbol des JungfrauParks ist der Kugelturm im Zentrum des Parks. Das Eingangsgebäude wurde für Wechselausstellungen genutzt, wie z. B. 2005 über Kornkreise.

## Geschichte
Der Mystery Park litt seit der Eröffnung an finanziellen Schwierigkeiten. Der Businessplan hatte ursprünglich eine halbe Million Besucher pro Jahr vorgesehen, musste aber schon bald reduziert werden. Erst in einigen Jahren sollte eine jährliche Besucherzahl von 300'000 Personen angestrebt werden. Im Jahr 2005 besuchten bis November 201'000 Menschen den Park. Am 8. September 2006 wurde bekannt, dass der Mystery Park «zwecks einer Winterpause» schliessen werde. Sanierungsmassnahmen und ein Übernahmeangebot im Rahmen des Konkursverfahrens waren gescheitert, die konkursbedingte Schliessung erfolgte am 19. November.
Oskar Schärz war nicht nur Chef der geschäftlichen Planung, Ersteller des Businessplans, Verwaltungsratspräsident, Gesamtprojektleiter, Creative Director und Hauptaktionär, sondern auch derjenige, dessen diverse eigene Firmen am Projekt arbeiteten.
Nachdem am 15. Februar 2007 der Nachlassvertrag gerichtlich bestätigt wurde, hatte der Gläubigerausschuss im Frühjahr 2007 die Verkaufsverhandlungen mit den Interessenten aufgenommen.
Für rund 14 Millionen Schweizer Franken wurde der Mystery Park im Dezember 2007 an die Firma New Inspiration von Stefan Linder, Peter Stähli und Oskar Linder verkauft.
Der Park wurde am 15. Mai 2009 zunächst für eine Sommersaison wieder eröffnet. Die Saison 2009 war mit 90'000 Besuchern recht erfolgreich, doch waren die Betreiber Ende Oktober 2009 nicht in der Lage, neue Investoren zu präsentieren. CEO Marcel Meier beendete sein Engagement Ende November 2009. Sein Nachfolger wurde Bernhard Zysset, welcher bereits den Spatenstich im Jahr 2001 begleitet hatte.
2010 erfolgte ein Namenswechsel. Im April 2010 wurde der Park mit leichten Modifizierungen unter dem neuen Namen «JungfrauPark» wiedereröffnet.
Von 2012 bis 2014 wurde der Maya-Pavillon als Veranstaltungsort genutzt; es bestand ein Tanzlokal (House- und Elektromusik) für bis zu 450 Besucher.
2023 fand ein Vespa-Treffen statt.
Ende Juli 2025 wurde bekannt, dass der Park von Jürgen Wowra und Mihai Alisie gekauft wurde.

## Kritik
Die Kritik an Inhalt und Präsentation des Mystery Parks entsprach einerseits der Kritik an Person und Werk seines Initiators von Däniken, andererseits waren Planung und Realisierung begleitet von Kritik am Geschäftsmodell und an der Architektur.

## Fotos

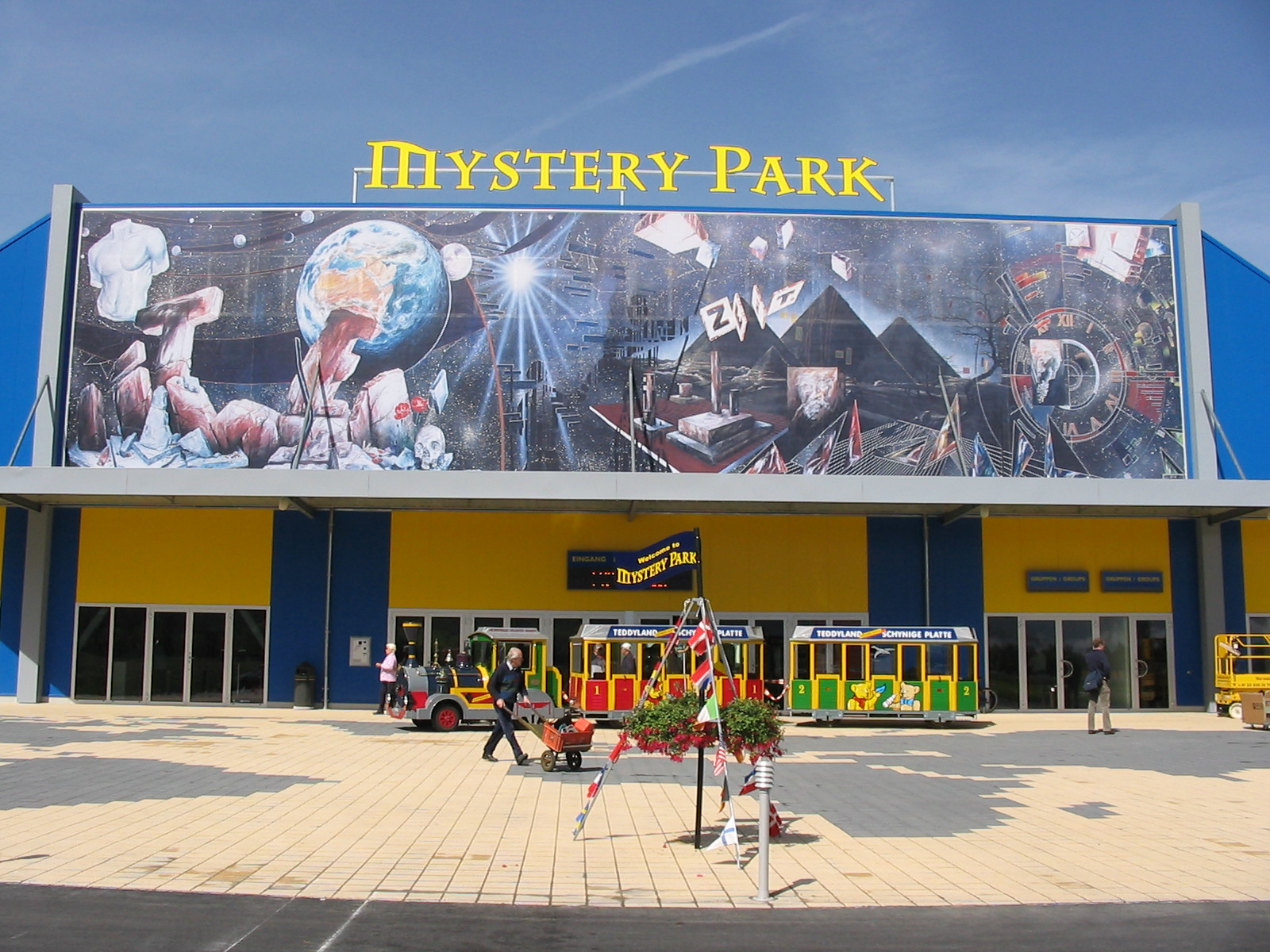
Der Eingangsbereich des ehemaligen Mystery Parks
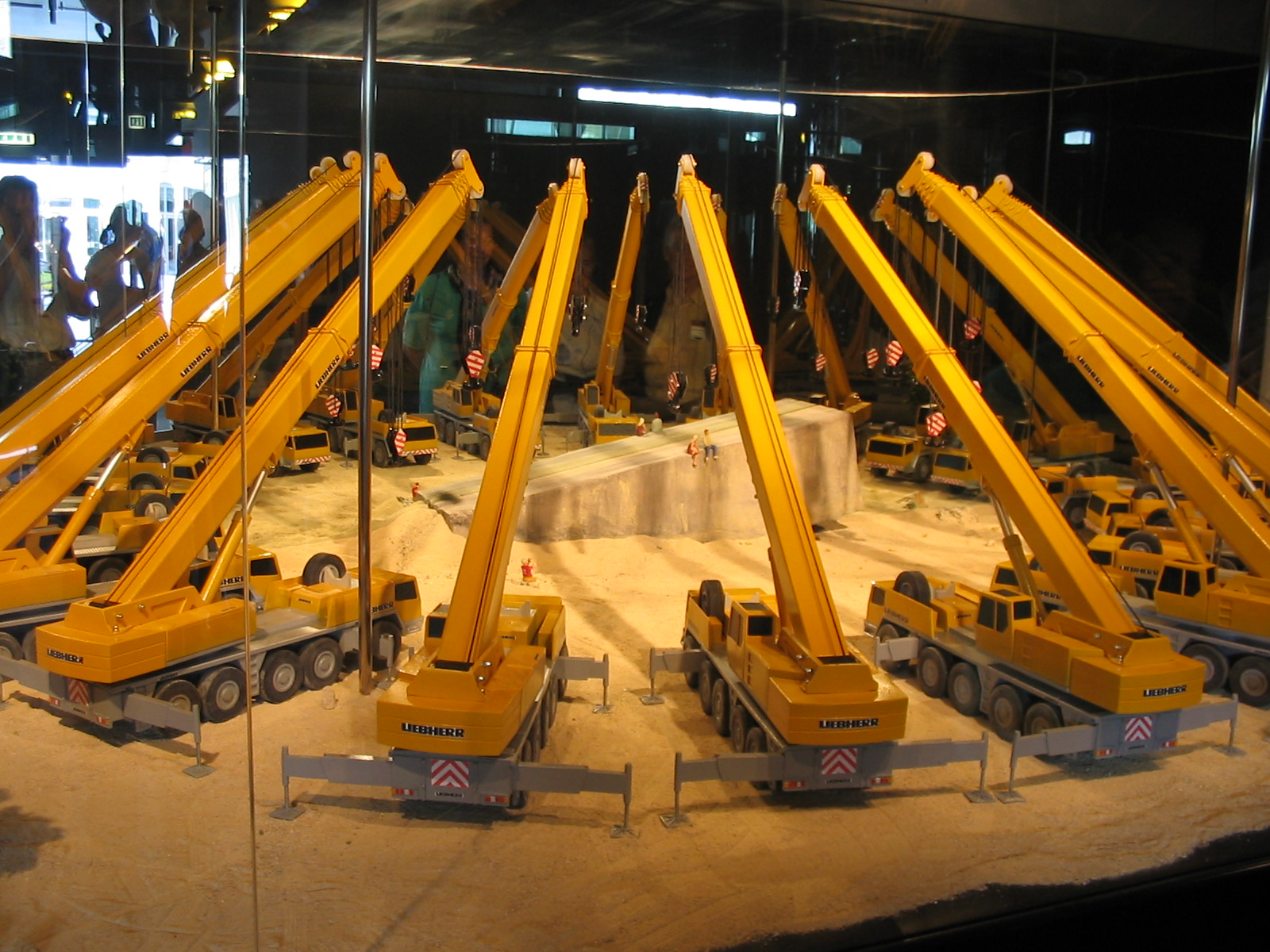
Ein Modell im Megastones-Pavillon
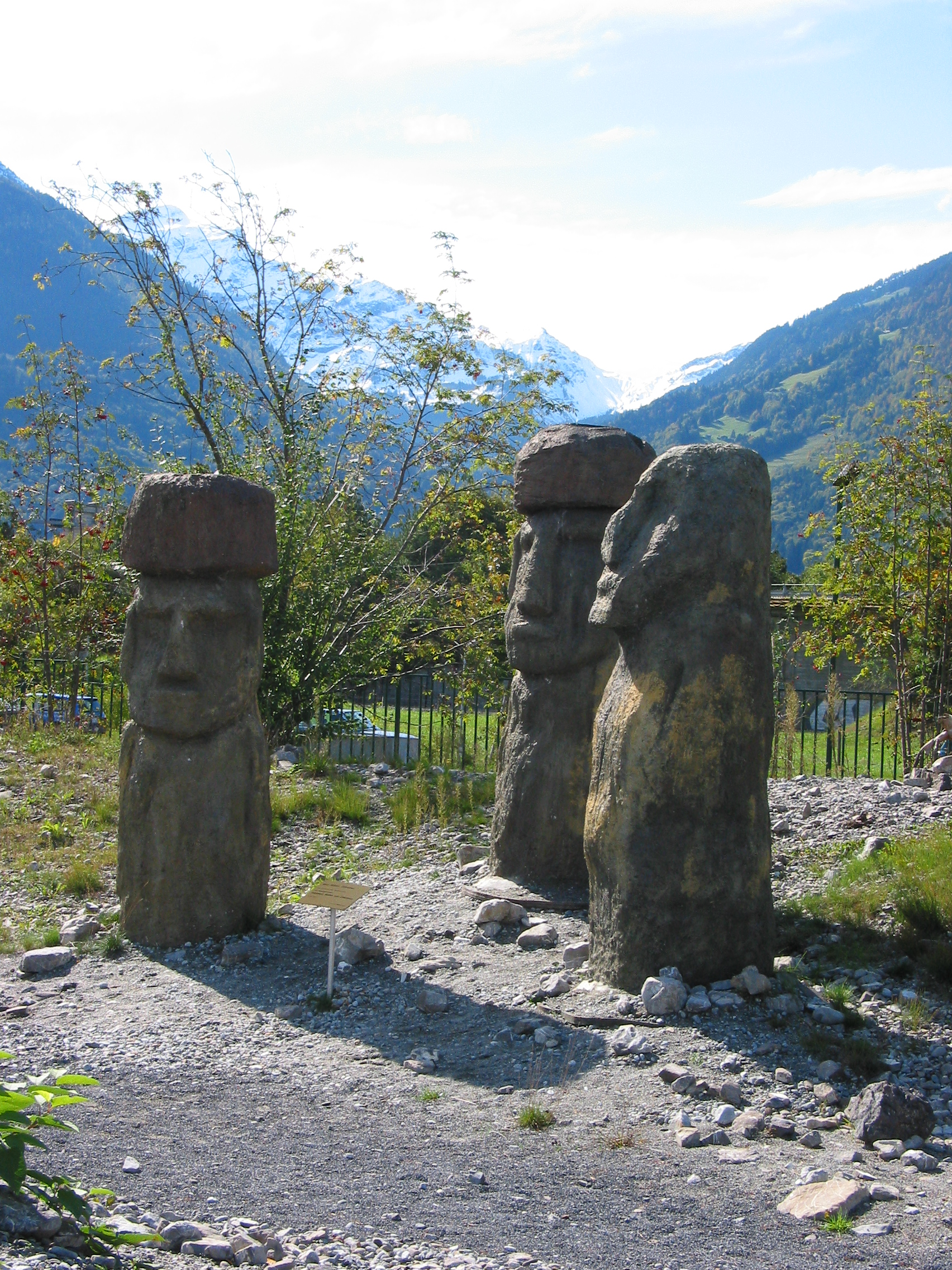
Steinmonumente im Aussenbereich